# Gyttja

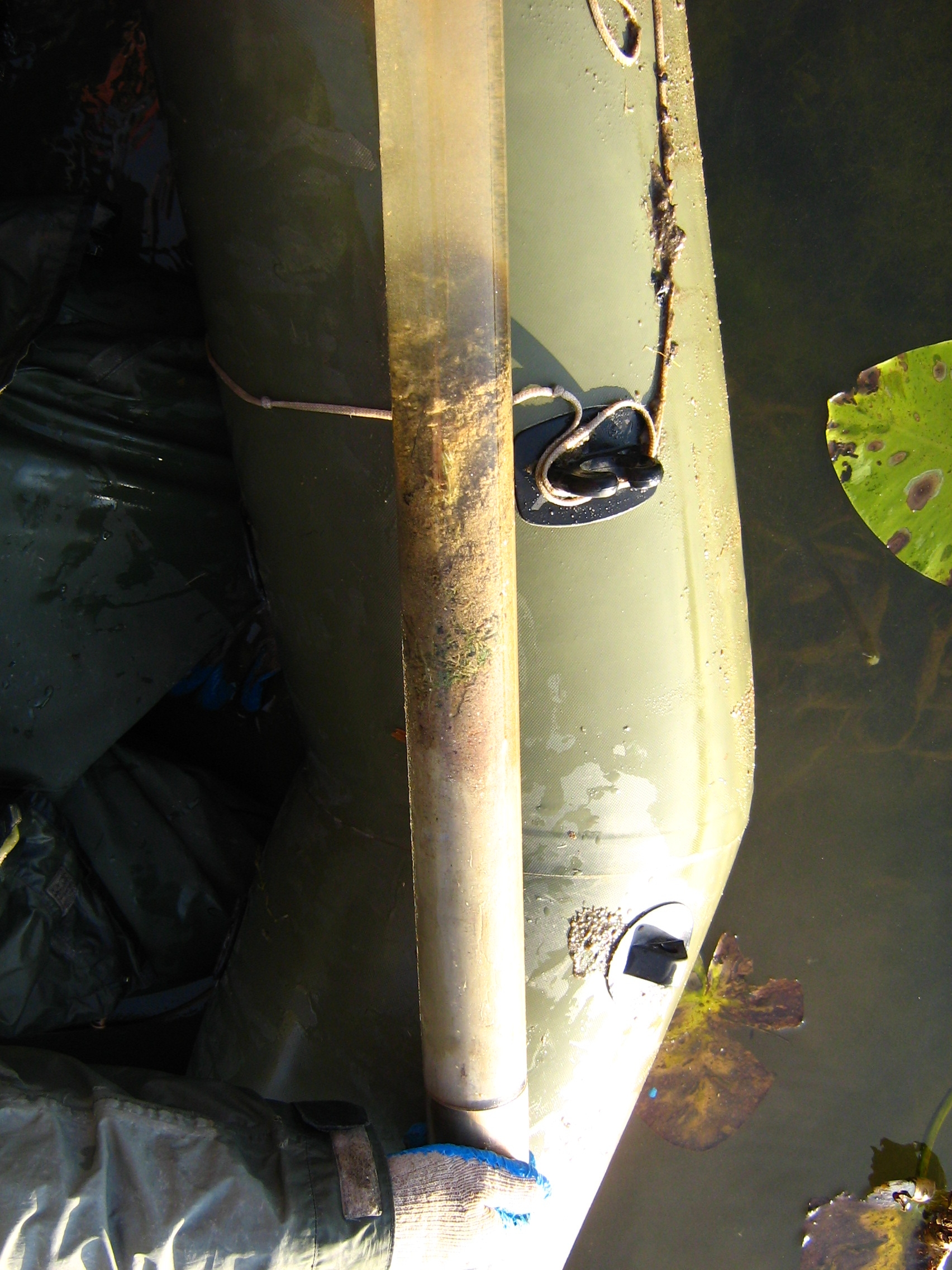
Gyttja i ett plaströr.

Gyttja är en jordart som bildas genom att sönderdelade växt- eller djurrester avsätts på sjö- eller havsbotten, vanligen i insjöar och skyddade havsvikar. Partiklarna bryts ner utan syretillförsel vanligen i tarmkanalen på olika vattenlevande organismer. Normalt är partiklarna så finfördelade att de inte är urskiljbara för ögat. Medelsedimentationshastigheten är vanligen låg ofta kring 0,1 mm/år. I de fall där växtpartiklarna är väl synliga, används ibland den egentliga felaktiga benämningen svämtorv. Gyttja med innehåll av grövre växtdelar kallas grovdetritusgyttja och gyttja utan synliga växtdelar kallas findetritusgyttja. Gyttja är ett lånord från svenskan i engelska språket, som används om sediment i eutrofa sjöar. Även i dystrofa sjöar kan det finnas gyttja.
Beroende på uppblandning med andra material kan gyttja benämnas lerig gyttja, siltig gyttja, kalkgyttja, dyig gyttja mm. Färgen är vanligen grön, brun eller röd och konsistensen är klibbfri och elastisk (till skillnad från dy). Om syrefria förhållanden råder under lång tid då gyttjan avsätts kan sulfidgyttja bildas, en svart starkt illaluktande jordart. När gyttjan torkas ljusnar färgen, och hårda, lätta klumpar bildas.
Sulfidgyttja är giftig för växter och kan inte användas som växtjord. Om gyttjan får ligga uppe i luften ca två år, kommer gyttjan att "avgiftas" och kan användas som inblandning i växtjord. 
Gyttja, lerig gyttja och gyttjig lera förekommer som ytjordarter i Sverige framförallt inom låglänta partier under högsta kustlinjen, vanligen överlagrande postglacial lera och glaciallera. Gyttjan har vanligen en mycket högre vattenhalt än lera, oftast i intervallet 800-3000%. Gyttja är ett kohesivt material och har om den ej torkar ut ofta låga hållfastheter, och är vanligen starkt sättningsbenägen. 